# Katedra w Chelmsford
Katedra w Chelmsford (ang. Chelmsford Cathedral lub Cathedral Church of St Mary the Virgin, St Peter and St Cedd) – katedra diecezji Chelmsford Kościoła Anglii.
Kościół został całkowicie przebudowany w XV wieku. W tym czasie powstały: nawa główna i nawy boczne, prezbiterium z południową i północną kaplicą, wieża zachodnia i kruchta południowa. Iglica została przebudowana w 1749 roku. Nawa główna zawaliła się w 1800 roku po wykopaliskach w podziemiach i została odbudowana przez Johna Johnsona. Prezbiterium i południowa kaplica zostały odrestaurowane przez Frederica Chancellora w 1862 roku, który zaprojektował także północny transept i północną nawę boczną dodaną w 1873 roku. Okno wschodnie w prezbiterium i clerestorium wykonane przez A. W. Blomfielda w latach 1877–1878. Dalsze restauracje zostały wykonane przez Chancellora w latach 80. XIX wieku. Dwa wschodnie przęsła prezbiterium zostały dodane w latach 1926-198 według projektu A. K. Nicholsona. Duży kompleks zakrystii i oryginalny kapitularz zostały dodane w 1929 roku, także zaprojektowane przez Nicholsona. Nowy kapitularz został wzniesiony w innym miejscu, a stary kapitularz został przebudowany na szkołę chóralną w 1990 roku, a cały kompleks został odnowiony na początku XXI wieku przez Andrew Murdocha i Fitzroya Robinsona.